# Keith Laumer
John Keith Laumer (Siracusa, 9 de junio de 1925 - 23 de enero de 1993) fue un militar, diplomático y escritor de ciencia ficción estadounidense.

## Biografía
Laumer es más conocido por sus historias sobre los «Bolos», una especie de tanques con inteligencia artificial más grandes que un buque de guerra; también se le conoció por sus historias satíricas sobre James (Jamie) Retief, un diplomático interestelar del futuro lejano donde incorporó sus propias experiencias, como por ejemplo las que vivió en Londres y Rangún.
Durante su carrera recibió varias nominaciones para los premios Hugo y Nébula, aunque nunca llegó recibir alguno. En sus años de mayor producción literaria (1959-1971), redactó un flujo constante de historias de entretención; respecto al género novela, estas se pueden dividir generalmente en dos tipos:
- Aventuras espaciales y futurísticas que hacen hincapié en un personaje al estilo guerrero solitario, a veces con superhabilidades latentes, que han realizado un gran sacrificio personal;
- Comedias, muchas de ellas particularmente orientadas hacia Retief.

Como pasatiempo, Laumer era un entusiasta practicante aeromodelismo, del que escribió un libro en 1960; sus diseños aún están en construcción.

### Accidente y vida posterior
En 1971 sufrió un grave derrame cerebral mientras trabajaba en la novela The Ultimax Man, y que tuvo como diagnóstico la posibilidad de que, en unos pocos años, ya no sería capaz de escribir. Se negó a aceptarlo y se sometió a una terapia alternativa rigurosa y dolorosa, además de una rutina de ejercicios; así, a mediados de la década de 1970 tuvo una recuperación parcial, aunque mantuvo secuelas graves. La hemorragia cerebral le provocó una parálisis parcial que redundó en un cambio de su personalidad: se volvió un poco paranoico, de hecho, Laumer siempre fue bastante irascible; sin embargo, ahora podía tener ataques de ira sin un motivo aparente.
Laumer volvió a escribir, pero no alcanzó un nivel similar al que tuvo antes de su accidente nunca más. Además, se dedicó a trabajar y revisar su trabajo anterior, que sería reimpreso en los años de 1980.
Aparte de los efectos en su carrera, la salud del escritor también se vio afectada por la diabetes y obesidad mórbida debido a su inmovilidad; todo esto hizo de Keith Laumer un hombre amargado que a menudo tiranizada a su entorno. Murió después de un ataque al corazón en 1993.

## Obras

### Novela
- A Trace of Memory (1963), que apareció en tres partes en Amazing Stories (1962).
- The Great Time Machine Hoax (1964), conocida también como A Hoax in Time (2011) que apareció en tres partes en Fantastic Stories of Imagination (1963).
- A Plague of Demons (1965), conocida también como Plague of Demons (1985) que apareció en dos partes en If (1964).
- Catastrophe Planet (1966).
- Earthblood (1966) con Rosel George Brown que apareció en cuatro partes en If'' (1966).
- The Monitors (1966).
- Planet Run (1967) con Gordon R. Dickson.
- Galactic Odyssey (1967), conocida también como Spaceman! aparecida en tres partes en If (1967).
- The Long Twilight (1969).
- The House in November (1970).
- Dinosaur Beach (1971).
- The Star Treasure (1971), aparecida con el mismo título en Venture Science Fiction Magazine (1970).
- The Infinite Cage (1972).
- Night of Delusions (1972), conocida también como Knight of Delusions (rev 1982) (1982).
- The Glory Game (1973).
- The Ultimax Man (1978).
- Star Colony (1981).
- End as a Hero (1985).
- Judson's Eden (1991).

### Colecciones
- Nine by Laumer (1967)
- The Day Before Forever and Thunderhead (1968).
- Greylorn (1968), conocida también como The Other Sky (1968).
- It's a Mad, Mad, Mad Galaxy (1968).
- Once There Was a Giant (1971).
- Timetracks (1972).
- The Big Show (1972).
- The Undefeated (1974).
- The Best of Keith Laumer (1976).
- Het Laatste Bevel (1977).
- Planet Run (1982) con Gordon R. Dickson.
- Worlds of the Imperium (collection) (1982).
- Once There Was a Giant (rev 1984) (1984).
- Chrestomathy (1984).
- De Andere Hemel (1988).
- Knight of Delusions (colección) (1988).
- Alien Minds (1991).
- Keith Laumer: The Lighter Side (2002).
- Future Imperfect (2003).
- Legions of Space (2004).
- The Long Twilight: and Other Stories (2007).
- Earthblood and Other Stories(2008) con Rosel George Brown.
- The Keith Laumer SciFi Collection (2011).

### Antologías
- Five Fates (1970).
- The Breaking Earth (1981).
- Dangerous Vegetables (1998) con Martin H. Greenberg y Charles G. Waugh.
- The Earth Quarter / Envoy to New Worlds (2011) con Damon Knight.
- A Hoax in Time / Inside Earth (2011) con Poul Anderson.

### Series de ficción corta
- Andrew Galt
  - The Right to Revolt (1971).
  - The Right to Resist (1971).
- Afterlife of Bailey
  - Of Death What Dreams (1970).